# Murchison-Gletscher
Der Murchison-Gletscher ist ein rund 15 km langer Gletscher im Aoraki/Mount Cook National Park auf der Südinsel von Neuseeland. Benannt wurde er 1861 von Julius von Haast nach dem Geologen Roderick Murchison.

## Geographie
Der Murchison-Gletscher hat seinen Ursprung an den rund 7 km im Bogen verlaufenden Bergkette zwischen Mount Abel (2688 m) und Mount Mannering (2669 m) in den neuseeländischen Alpen und verläuft talwärts zwischen der Malte Brun Range und der Liebig Range in südwestlicher Richtung. Der Gletscher entwässert sich an dem Ende seiner Gletscherzunge in einem sich ständig verändernden kleinen Gletschersee, aus dem dann der Murchison River gespeist wird.
Westlich des Murchison-Gletschers verläuft der Tasman-Gletscher. Beide haben einen Teil ihres Ursprung am 2435 m hohen Tasman Saddle.